# 275-й самоходный артиллерийский полк
275-й самоходный артиллерийский Тарнопольский Краснознамённый, ордена Суворова и Кутузова полк (сокр. 275 сап, в/ч 73941) — тактическое формирование Сухопутных войск Российской Федерации.
275-й самоходный артиллерийский полк входит в состав 4-й гвардейской танковой дивизии. Пункт постоянной дислокации — г. Наро-Фоминск.

## История
Ведёт историю от 264-го миномётного полка Рабоче-крестьянской Красной армии.
264-й миномётный полк создан 1 марта 1943 года по штату № 08/106 на базе личного состава и матчасти вооружения 264-го и 274-го отдельных миномётных полков 33-й отдельной миномётной бригады РГК, расформированной на основании приказа Ставки Верховного главнокомандующего. Формирование проходило в городе Теджен Туркменской ССР, на территории Среднеазиатского военного округа.
5 апреля 1943 года полк переформирован на штат № 08/183. 12 апреля полк получил автотранспорт: 40 автомашин «Виллис», 4 ЗИС-5, 26 ГАЗ-АА. 6 мая 1943 года полк вошёл в состав 4-го гвардейского танкового корпуса после выгрузки матчасти и личного состава на станции Касторная Воронежской области (ныне на территории Курской области).
С 28 августа 1945 года полк дислоцируется в г. Наро-Фоминск. В том же году переформирован в 275-й артиллерийский полк в составе 4-й гвардейской танковой дивизии Московского военного округа.

## Вооружение
На 1991 год полк имел на вооружении 24 САУ 2С3 «Акация» и 12 РСЗО 9К51 «Град».
На 2018 год на вооружении стояло 2 дивизиона (36 машин) 2С19 Мста-С и 1 дивизион (18 машин) Торнадо-Г

ВВТ 275-го сап на дне открытых дверей 1 июля 2017
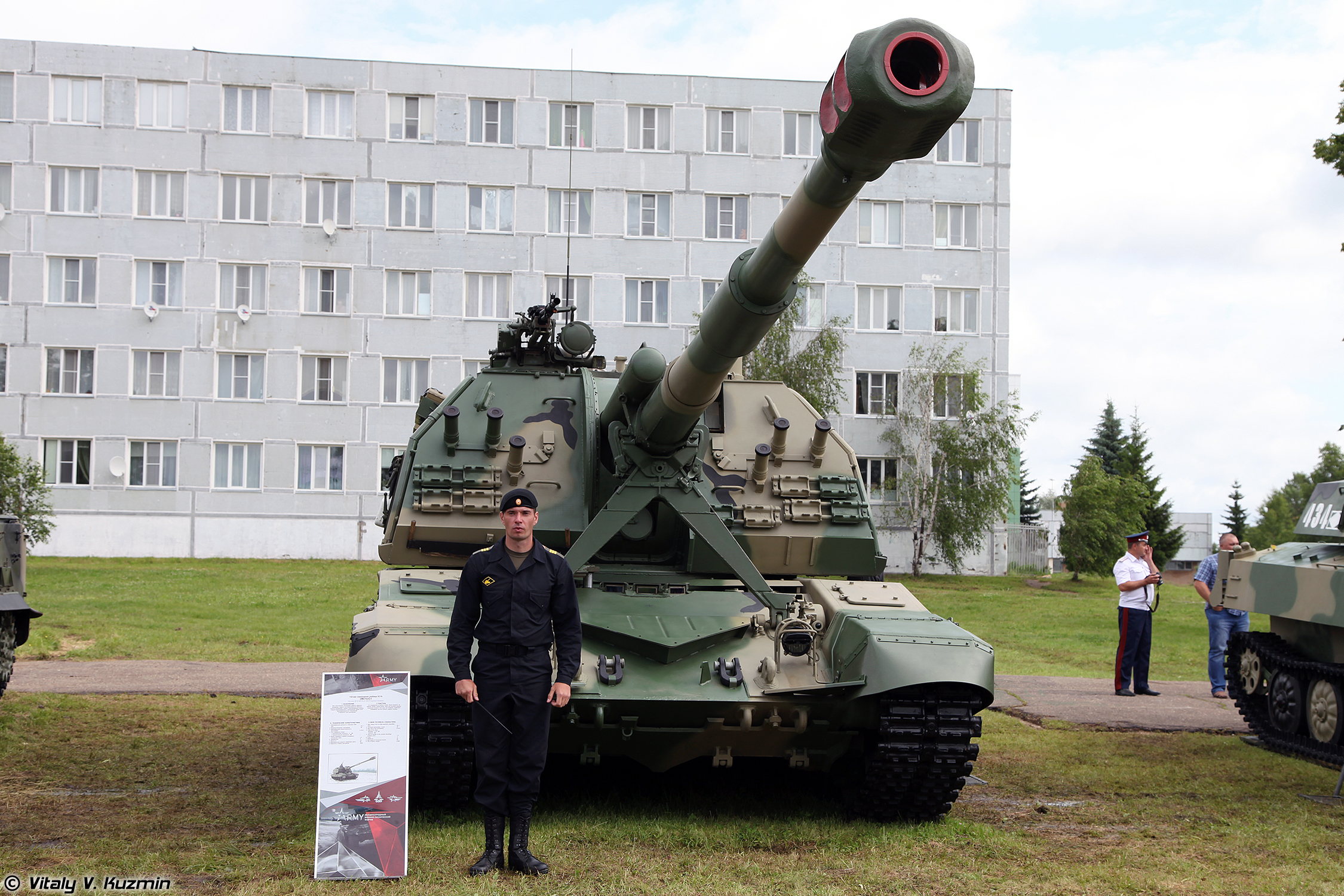
2С19
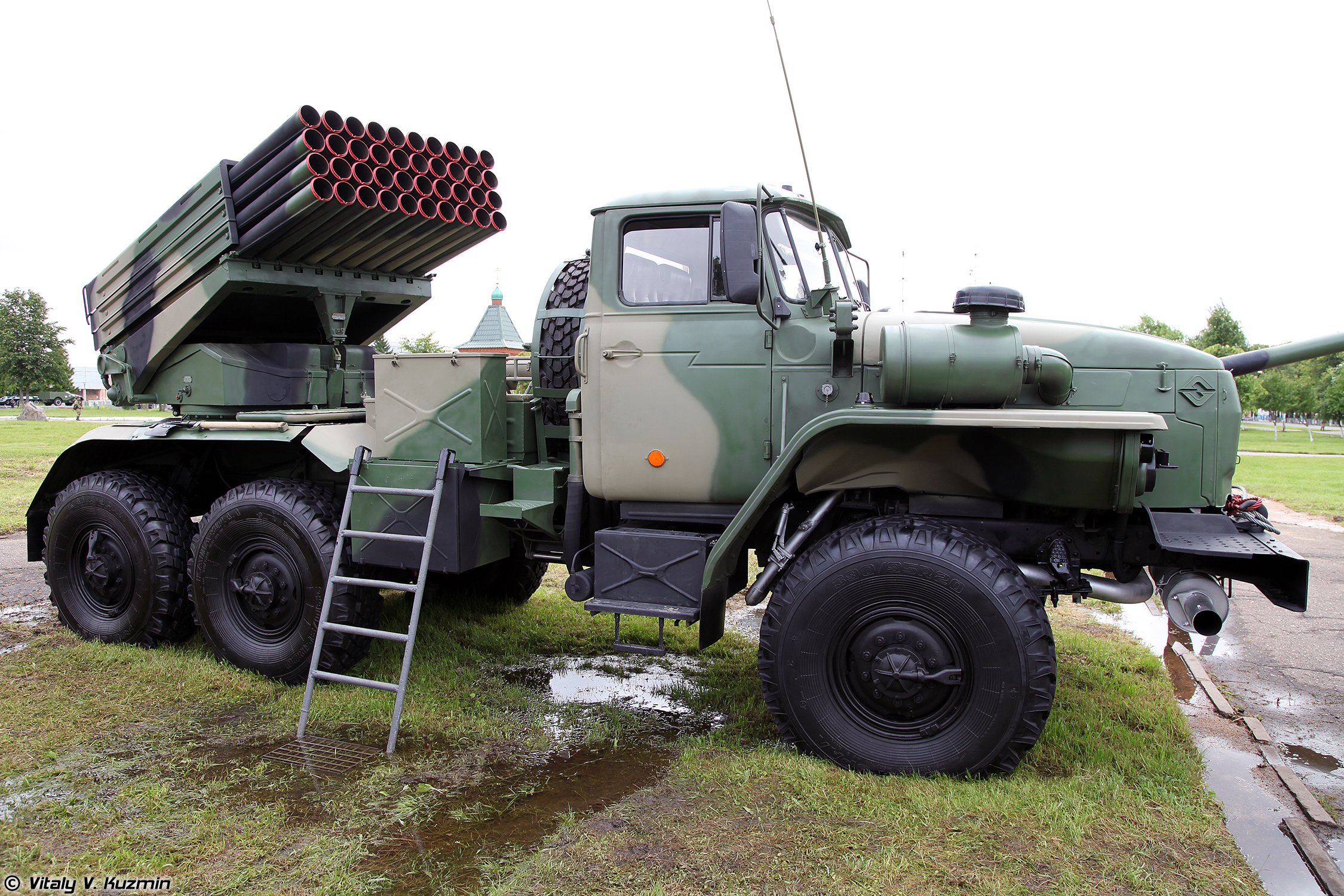
9К51
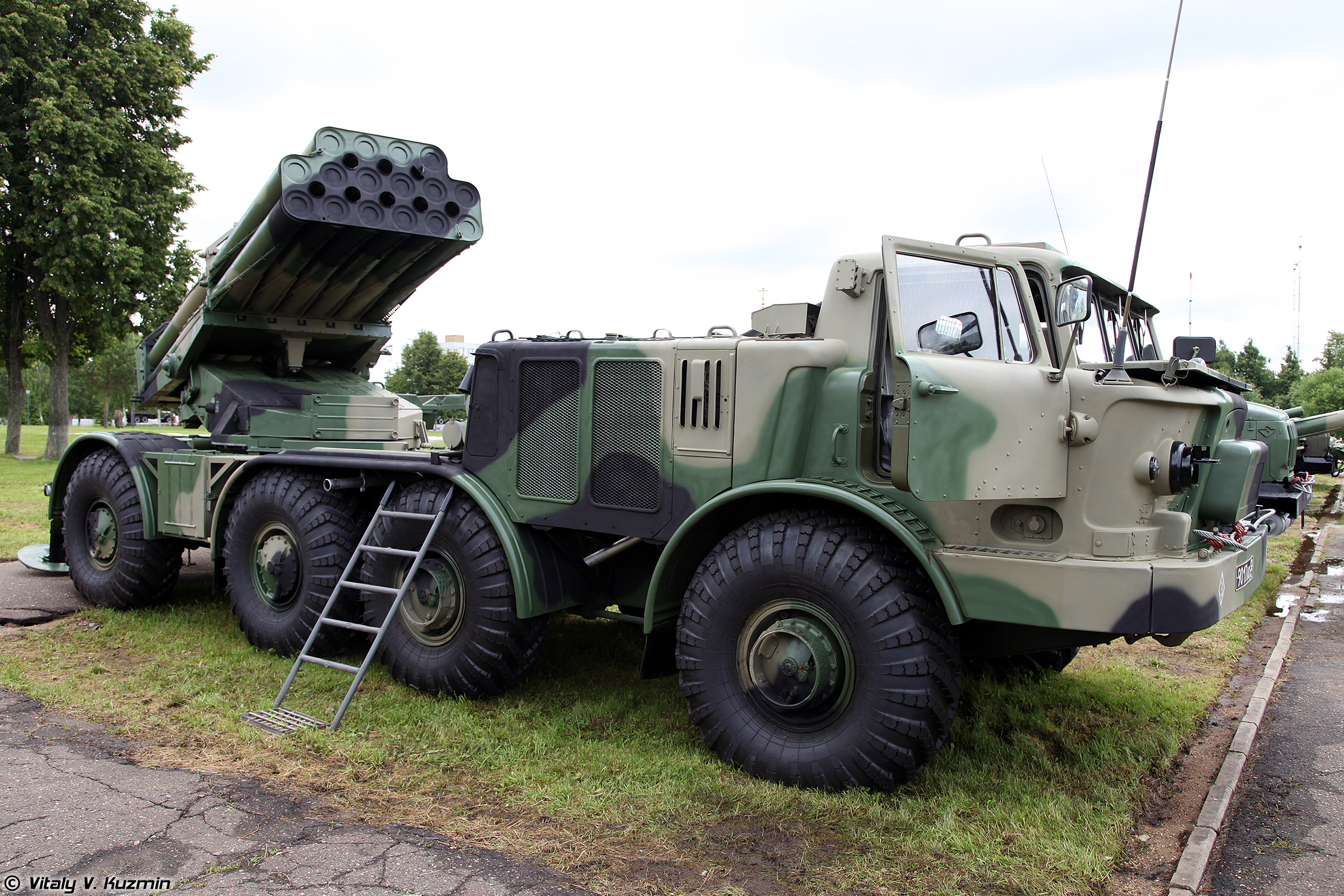
9К57